# 偷雞
偷雞（英語：Bluff）是在撲克卡牌遊戲中的術語，意思是在自己的手牌較弱時加注。
偷雞的目的就如在英語中的字面意義，指虛張聲勢，為了令對手放棄較佳的手牌而獲利。在1991年香港經典賣座電影《賭俠》中，假扮賭俠的反派侯賽因（單立文飾）所說的經典對白「想偷我雞？」，當中所指的偷雞便是指陳刀仔在弱勢時全押以圖嚇退對方，中文偷雞的名字便由此得來。反之，通常在下注金額、彩池總額、下注者的風格等可以估計一次下注是否偷雞而識破之。

## 種類
在撲克牌遊戲中，一般又分為半偷雞（Semi-Bluff）或全偷雞（Pure Bluff）。半偷雞指的是現時的牌面較弱，但在未知的牌仍有機會改善自己的牌面，例如在德州撲克中，在第四張公共牌亮出時，自己有蛇面或花面的可能，便由此加注，圖嚇退對方可能較大的牌面（如一對）的同時，即是對方跟注，自己亦有小量機會逆轉形勢而獲勝。
全偷雞是指自己擁有很弱的牌面，但在下注卻表現強勢，或者在自己底牌較弱時，明的牌卻有例如花面或蛇面等牌，同花或順子是一種很常見用作偷雞的牌面，因為對方通常擁有較大的對子或高牌，而自己只得弱牌時，只能透過「偷雞」加注而給予對方棄牌壓力才能獲勝。

## 使用
要在撲克遊戲中偷雞，除了需要關注公共牌（或一些遊戲的明牌）的走勢，亦需要關注在翻牌前的下注，以估計對方手牌的強度，而其後的加注亦是否合理。同樣地，偷雞需要因應不同對手的風格而實行，例如面對較進取的玩家，偷雞未必是較好的玩法，反而應使用其相反「揼雞」（直譯「慢打」），即在自己擁有強勁牌面時，在下注時卻示弱，令對方對自己的牌面信心更大以加大注碼，從而獲得較大回報。
在偷雞時，需要關注的是潛在的對手，如果未棄牌的對手還剩不少，偷雞是不可取的，因為對手擁有強牌而跟注的機率較大，因此較常在一對一時才會使用此策略。偷雞時，必須配合明牌，若公共牌面的牌根本難以偷雞，而自己卻加注，對方作出輕易的跟注便令自己招致更大損失。例如牌面是雜牌（Rainbow，直譯「彩虹」），即牌為不同花時，手持較強牌的玩家便可減低對被花擊敗的懼怕，因此一些牌面是很難偷雞的，需要配合技術。
此外，一些玩家亦會逆用偷雞，例如在一些牌面中，估計對方有強勁牌面時，而自己卻手持更強勢的牌面，下注時卻以奇怪的風格迷惑對方，令對方誤算自己是偷雞牌，從而跟注並獲利。著名美國職業德州撲克玩家Tom Dwan在現金撲克中使用偷雞及逆偷雞均是處於世界頂尖的水平，由於下注風格靈活多變，令人難以捉摸，常令對方在其偷雞時棄牌，以及其假裝偷雞時跟注。

## 文化
「偷雞」一詞是與英文撲克術語Bluff意義相同，但並非直譯，Bluff可直接理解為「虛張聲勢」。而「偷雞」一詞在香港電影盛行賭博電影時代，已經大量使用。在經典電影《賭俠》中，賭俠陳刀仔（劉德華飾）因在與假扮賭俠的反派侯賽因（單立文飾）的話事啤賭局中「偷雞」，假裝自己有一條順子，但因侯賽因安裝了隱閉鏡頭而識穿對方，並說了一句非常經典的對白「想偷我雞？」，一直廣為流傳，當中所指的偷雞便是指陳刀仔在弱勢時全押以圖嚇退對方。

## 其他遊戲中的「偷雞」
除了撲克外，亦有不少遊戲含有偷雞成分，例如橋牌和Scrabble。在Scrabble中，玩家可以拼出一個似是而非的字，令對手不敢質疑（代價是失去一個回合）而跳過，當然，若被質疑成功，自己會損失一個回合。